# ملعب ريكوود
يقع ملعب ريكوود فيلد في برمنغهام بولاية ألاباما، ويُعد أقدم ملعب كرة قاعدة محترف قائم في الولايات المتحدة. بُني هذا الملعب لفريق برمنغهام بارونز [الإنجليزية] في عام 1910 على يد الصناعي ومالك الفريق ريك وودوارد، وقد كان بمثابة الملعب الرئيسي لفريقي برمنغهام بارونز وبرمنغهام بلاك بارونز [الإنجليزية] من دوريات الزنوج.
ورغم أن فريق بارونز نقل مبارياته البيتية إلى ملعب هوفر متروبوليتان بعد موسم 1988،[بحاجة لمصدر] إلا أن ملعب ريكوود فيلد لا يزال محفوظًا، ويخضع لعملية ترميم تدريجية كمتحف "حي" يمكن من خلاله عيش تجربة تاريخ كرة القاعدة. ولا يزال فريق بارونز يلعب مباراة واحدة من الموسم الاعتيادي سنويًا على هذا الملعب.
ويُدرج ملعب ريكوود فيلد في السجل الوطني للأماكن التاريخية. كما أن فرع جمعية أبحاث كرة القاعدة الأمريكية في برمنغهام يحمل اسم هذا الملعب التاريخي.

## البناء والافتتاح
بدأ فريق برمنغهام كول بارونز لكرة القاعدة اللعب على مستوى احترافي في عام 1887، حيث كان يخوض مبارياته على أرضه في ملعب غير رسمي يُعرف باسم "سلاج بايل فيلد" في حي ويست إند. وفي عام 1901، انضم الفريق إلى الرابطة الجنوبية.
في عام 1909، اشترى آلن هارفي "ريك" وودوارد، رئيس شركة وودوارد للحديد وحفيد الصناعي البارز في برمنغهام ستيمبسون هارفي وودوارد، الحصة الأكبر من فريق برمنغهام كول بارونز من ج. ويليام مككوين، وكان حينها لا يزال في العشرينيات من عمره. وشرع مباشرةً في التخطيط لبناء منشأة رياضية ضخمة لفريقه الجديد. وقد تواصل مع كوني ماك للحصول على مشورته بشأن التفاصيل، بما في ذلك أبعاد الملعب. واستقر رأيه على استخدام ملعب شايب في فيلادلفيا (الذي كانت تديره آنذاك فرقة كوني ماك، وأُعيدت تسميته لاحقًا إلى ملعب كوني ماك) وفوربس فيلد في بيتسبرغ كنموذجين للملعب الجديد. وقد اشترى قطعة أرض في حي ويست إند بمدينة برمنغهام من سكة حديد ألاباما المركزية.
بلغت تكلفة إنشاء الملعب 75,000 دولار (ما يعادل 2.53 مليون دولار في عام 2024)، وقد صمّمه مكتب الشركة الهندسية الجنوبية في برمنغهام، وهي شركة فرعية قصيرة العمر تابعة لشركة جنرال فايربروفينغ في بيتسبرغ، وتم الانتهاء منه خلال صيف عام 1910. وامتد الملعب على مساحة 12.7 فدانًا (51,000 متر مربع)، وكانت مدرجاته الإسمنتية والفولاذية تحيط بقاعدتي اللعب الأساسيتين. وقد بُنيت قُبّة بسقف مغطّى بالبلاط فوق المدرج خلف لوحة الرامي خصصت للمذيع والصحافة. أطلق وودوارد على الملعب اسمًا مشتقًا من لقبه وأول جزء من اسمه الأخير، فأصبح اسمه ملعب ريكوود. وكان أول ملعب في دوري الدرجة الصغرى يُبنى من الخرسانة والفولاذ.
دعا وودوارد كلاً من براكستون براج كومر، حاكم ولاية ألاباما، وكولبيبر إكزوم، عمدة برمنغهام، والقيادي المدني جورج بي. وارد، وناشر صحيفة ذا برمنغهام نيوز [الإنجليزية] فيكتور هنري هانسون، لحضور يوم الافتتاح في 18 أغسطس 1910. وقد أُغلق عدد كبير من الشركات في المدينة ذلك اليوم لإتاحة الفرصة للجماهير لملء الملعب قبل الرمية الأولى في الساعة 3:30 مساءً. وقد حضر المباراة الافتتاحية أكثر من 10,000 متفرج، حيث تغلب فريق بارونز على ضيفه مونتغومري كليمبرز بنتيجة 3–2.
وقد جذب الملعب الجديد اهتمام فريق فيلادلفيا فيليز الذي اختار برمنغهام كموقع لمعسكره التدريبي الربيعي في عام 1911. وذكرت صحيفة فيلادلفيا إنكوايرر حينها: "لقد فوجئ اللاعبون بسرور عندما اكتشفوا أن ملعب ريكوود – هكذا يُدعى – يُعد واحدًا من أكثر ملاعب الدرجة الصغرى تكاملًا واتساعًا في البلاد، ولا ينقصه شيء سواء من ناحية راحة اللاعب أو راحة المتفرج". بعد أسبوع من المباريات التدريبية الداخلية، خاض فريق فيليز مباراة ضد بارونز يوم السبت، 11 مارس 1911.
وفي عام 1912، ضرب إعصار ربيعي الملعب، واقتلع السياج الخلفي. وبعد عامين، رأى وودوارد ضرورة تركيب مراوح كهربائية في المدرجات لراحة الجمهور. كما اتخذ فريق بيتسبرج بايرتس من ملعب ريكوود مقرًا لمعسكره التدريبي الربيعي في عام 1919.

## 1910 حتى أربعينيات القرن العشرين
لعب فريق ألاباما كريمسون تايد [الإنجليزية] العديد من مبارياته البيتية في ملعب ريكوود بين عامي 1912 و1927. وكان الفريق قد لعب على ملعب "ذا كواد" منذ عام 1893 حتى 1914، ثم أنشأ ملعب "يونيفيرسيتي فيلد" في عام 1915. وبفضل سعة ملعب ريكوود الأكبر، تمكن الفريق من بيع المزيد من التذاكر واللعب أمام جماهير أكبر حتى افتتاح ملعب ديني في عام 1929.
في عام 1921، تضرر سياج الملعب الخارجي نتيجة إعصار، وتمت إعادة بنائه بسرعة. وخلال الفترة من 1924 إلى 1927، تم تغطية مدرجات المنطقة الداخلية بسقف معدني صمّمه مكتب دينهام، فان كيورين ودينهام للعمارة في برمنغهام. وبعد فترة قصيرة، في عام 1928، بُني مدخل جديد للملعب بطراز النهضة الدينية التبشيرية يتضمن مكاتب إدارية، وذلك بتصميم من شركة بول رايت وشركاه للهندسة في برمنغهام. كما استُبدل السياج الخارجي الأصلي بجدار خرساني جديد.
وفي عام 1931، خلال المباراة الأولى من سلسلة ديكسي النهائية، تفوق راي كالدويل (البالغ من العمر 43 عامًا) من فريق برمنغهام على ديزي دين (22 عامًا) الذي كان قد تعهّد بالفوز. وقد فاز البارونز بالسلسلة بأربعة انتصارات مقابل ثلاثة. وفي عام 1936، تم تركيب أربع أبراج إنارة ضخمة من الصلب، صمّمتها شركة "تروسكون ستيل" في يونغزتاون بولاية أوهايو، مما أتاح إقامة مباريات ليلية.
وفي عام 1938، باع وودوارد الملعب لرجل الأعمال المحلي إد نورتون، الذي باعه بدوره في عام 1940 إلى فريق سينسيناتي ريدز من الدوري الرئيسي. في تلك الفترة، تم بناء سياجات خارجية جديدة داخل الجدران الأصلية لتقليص أبعاد الملعب. وفي عام 1944، اشترى ج. ج. جيبيلس الملعب، وأُضيف حمام مخصص للنساء، كما صُغّر سياج الحقل الخارجي مرة أخرى عام 1948. وفي عام 1949، تغيّر مالك الملعب مرة أخرى ليصبح مملوكًا لشراكة بين آل ديمنت وآل بيلتشر وروفوس لاكي، الذين أضافوا مطعمًا صغيرًا عند المدخل في عام 1950، وركبوا مقاعد إضافية مما تطلّب نقل المخابئ إلى مواقع أبعد. وفي عام 1958، حصل آل بيلتشر على الحصة الأكبر من الملكية وتحكّم بإدارة الملعب.

## من خمسينيات القرن العشرين حتى 1987
في عام 1964، اشترى المدير العام غلين ويست 1000 مقعد خشبي من ملعب "بولو غراوندز" في مدينة نيويورك وقام بتركيبها في ريكوود.
استضاف ريكوود مباريات استعراضية تحضيرية لفرق من الدوري الرئيسي حتى السبعينيات. ففي 10 أبريل 1965، لعب فيلادلفيا فيليز ضد بيتسبرج بايرتس أمام 4311 مشجعًا، بينما حضر 6109 مشجعين في اليوم التالي لمشاهدة روبيرتو كليمنتي وهو يلعب في مركز اليمين ويحقق ثلاث ضربات ناجحة في فوز 5-1 للبايرتس.
باع بيلتشر ملعب ريكوود في عام 1966 إلى مدينة برمنغهام، لكنه احتفظ بعقد الإيجار لبقية ذلك العام.
وفي نفس العام، تم نقل عقد الإيجار إلى تشارلي فينلي، الذي جلب فريقه الرديف من فئة AA التابع لـ كانساس سيتي أتليتيكس إلى برمنغهام لموسم 1967. وقد أصبح عدد من لاعبي هذا الفريق لاحقًا من ركائز فريق البطولات في الدوري الرئيسي، مثل ريغي جاكسون وديف دونكان وغيرهم من الرماة. ومن أبرز ما يتذكره الناس من ذلك العام، مباراة استعراضية بين أتلانتا بريفز وفريق نجوم دوري الجنوب تم إلغاؤها بسبب إعصار، مما أدى إلى عودة 14,000 مشجع خائبين. وفي تلك الفترة، تبنّى الفريق اسم النادي الأم، على غرار ما كان شائعًا آنذاك، ليُعرف باسم برمنغهام إيه.
في 2 أبريل 1974، لعب أتلانتا بريفز ضد بالتيمور أوريولز مباراة استعراضية على ملعب ريكوود. وقبيل كسر هانك آرون الرقم القياسي التاريخي في عدد الضربات البيتية، تم تكريمه على أرض الملعب، حيث تلقى إشادات رسمية من عمدة برمنغهام جورج سيبلز وحاكم ولاية ألاباما جورج والاس.
بين عامي 1979 و1980، استُبدلت المقاعد الخشبية بمقاعد بلاستيكية في المناطق الأمامية ومقاعد معدنية تحت المدرجات.
وفي عام 1981، أعاد آرت كلاركسون دوري الدرجة AA إلى ريكوود من خلال جلب الفريق التابع لـ ديترويت تايجرز، وأُعيد إحياء اسم "بارونز". وقد تم تركيب لوحة تسجيل إلكترونية جديدة في الملعب. وفي عام 1986، أصبح الفريق تابعًا لـ شيكاغو وايت سوكس، وهو ارتباط مستمر حتى اليوم.
وفي عام 1987، انتقل فريق البارونز إلى ملعب جديد في ضاحية هوفر يُدعى ملعب هوفر متروبوليتان، قبل أن يعود إلى برمنغهام في عام 2013 عند افتتاح ملعب ريجيونز فيلد، جنوب وسط المدينة.

## من تسعينيات القرن العشرين حتى عام 2023
منذ عام 1992، تولت منظمة أصدقاء ريكوود رعاية الملعب، حيث يعملون على ترميمه وإعادته إلى مجده السابق. كما ينظمون مباريات متكررة للهواة وفرق الشرطة وشبه المحترفين، ويفتحون أبواب الملعب للزوار الذين يمكنهم التجول في المدرجات أو الركض على القواعد.
ومنذ عام 1996، يستضيف ملعب ريكوود فريق بارونز في مباراة "استعادة الماضي" السنوية، حيث يرتدي الفريقان زيّهما التقليدي الخاص بإحدى الفترات التاريخية. وتُكرَّم في كل مباراة حقبة مختلفة من تاريخ كرة القاعدة في برمنغهام. ويجذب هذا الحدث الذي يُعرف باسم "كلاسيك ريكوود" عشاق الملاعب من مختلف أنحاء أمريكا الشمالية، حيث تُلعب المباراة وفقًا لقواعد دوري الدرجة المزدوجة (AA).
استُخدم الملعب أيضًا كموقع تصوير لعدة أفلام، مما ساهم في إعادة إنشاء لوحة النتائج وغرفة الصحافة، وإضافة إعلانات على سياج الملعب الخلفي بأسلوب مستوحى من أربعينيات القرن العشرين. وقد رعت بعض هذه الإعلانات شركات حقيقية من برمنغهام، بما في ذلك قسم ترعاه عائلة ريك وودوارد يروج لشركة وودوارد للحديد التي لم تعد موجودة. وصمم هذه اللافتات تيد هاي، مصمم غرافيكي من لوس أنجلوس، ونفذتها شركة سكدمور ساين من برمنغهام.[بحاجة لمصدر]
حتى عام 2005، أنفقت منظمة أصدقاء ريكوود نحو مليوني دولار لترميم المدرجات وغرفة الصحافة وغرف تبديل الملابس والسقف والمدخل الرئيسي للملعب. وتخطط المنظمة مستقبلًا لإنشاء متحف كرة القاعدة الجنوبي.
ومنذ عام 2011، تنظم شركة بلاي آت ذا بليت بيسبول بطولة سنوية للهواة تستمر ثلاثة أيام، بمشاركة أربعة فرق من مناطق مختلفة من الولايات المتحدة. وغالبًا ما تُقام هذه الفعالية في شهر يونيو.
وقد بثّت قناة إي إس بي إن كلاسيك في 26 فبراير 2006 مباراةً معاد تمثيلها من دوري الزنوج أُقيمت في ملعب ريكوود، حيث ارتدى الفريقان زيّين يمثلان بريستول بارنستورمرز (وهو فريق خيالي سُمي على اسم مدينة بريستول في ولاية كونيتيكت، مقر شبكة إي إس بي إن) وفريق برمنغهام بلاك بارونز.
وفي عامي 2022 و2023، استضاف الملعب مباريات فريق سافانا باناناز ضمن أسلوب بانانابول الترفيهي.

## تجديدات عام 2023 ومباراة دوري كرة القاعدة في 2024
في 20 يونيو 2023، أعلنت رابطة دوري كرة القاعدة الرئيسي (MLB) عن إقامة مباراة في الموسم العادي بين فريقي سانت لويس كاردينالات وسان فرانسيسكو جاينتس في ملعب ريكوود بتاريخ 20 يونيو 2024، تكريمًا لدور دوري الزنوج ضمن فعاليات يوم جونتينث. وكان من المقرر أن يخضع الملعب لعدة تجديدات استعدادًا لهذا الحدث.
ابتداءً من أكتوبر 2023، شملت هذه التجديدات: تحديث سطح اللعب العشبي ليتوافق مع معايير دوري المحترفين، وإعادة تبطين وتحريك أسوار الملعب الخلفية، وتجديد غرف اللاعبين، وإضافة أضواء جديدة، إلى جانب تحديثات أخرى.
وبحلول عام 2024، بلغت تكلفة التجديدات نحو 5 ملايين دولار، وتضمنت: أرضية لعب جديدة، جدار خلفي مبطّن جديد (سيُزال بعد المباراة) أُعيد موقعه بمقدار 3 أمتار إلى الخلف مقارنة بالجدار الأصلي، وتحريك كامل الملعب بمقدار 1.5 متر إلى اليسار لجعله أكثر تماثلًا. وشملت التجديدات أيضًا: غرف لاعبين جديدة، حاجز بصري حديث في مركز الملعب، لوحة نتائج رقمية، شبكة حماية على امتداد خطوط الضرب، وتحسينات لتسهيل الوصول.
بالإضافة إلى مباراة 20 يونيو 2024 بين الجاينتس والكاردينالات، أُقيمت مباراة أخرى في 18 يونيو 2024 بين فريق مونتغومري بيسكيتس (التابع لنادي تامبا باي رايز) وبرمنغهام بارونز (التابع لنادي شيكاغو وايت سوكس) من دوري الدرجة المزدوجة (AA). وارتدى فريق بيسكيتس زيّ مونتغومري غراي سوكس التاريخي الخاص بالمباريات خارج الديار، بينما ارتدى البارونز زيّ برمنغهام بلاك بارونز الخاص بالمباريات البيتية.
وخلال المباراة، أعلن مذيع الملعب للجمهور عن وفاة الأسطورة ويلي ميس، الذي نشأ بالقرب من ملعب ريكوود وبدأ مسيرته الاحترافية مع فريق بلاك بارونز في عام 1948.

## الاستخدام المحلي
سيبدأ فريق البيسبول التابع لكلية مايلز، والذي ينافس في مؤتمر الجنوب الرياضي للكليات من الدرجة الثانية (SIAC)، في لعب مبارياته البيتية على ملعب ريكوود ابتداءً من موسم 2025.
كما تُقام مباريات الفرق المدرسية في مدارس مدينة برمنغهام الثانوية على هذا الملعب أيضًا.[بحاجة لمصدر]

## في الثقافة الشعبية
استُخدم الملعب كموقع لتصوير مشاهد في الأفلام السيرة الذاتية لكل من جاكي روبينسون في فيلم 42 وتاي كوب في فيلم كوب. كما ظهر الملعب في فيلم Soul of the Game الصادر عام 1995.
وقد ذُكر اسم الملعب في الفيلم الوثائقي عن ويلي ميز بعنوان Say Hey, Willie Mays!، أثناء الحديث عن بدايات مسيرته الاحترافية مع فريق بلاك بارونز.

## معرض صور

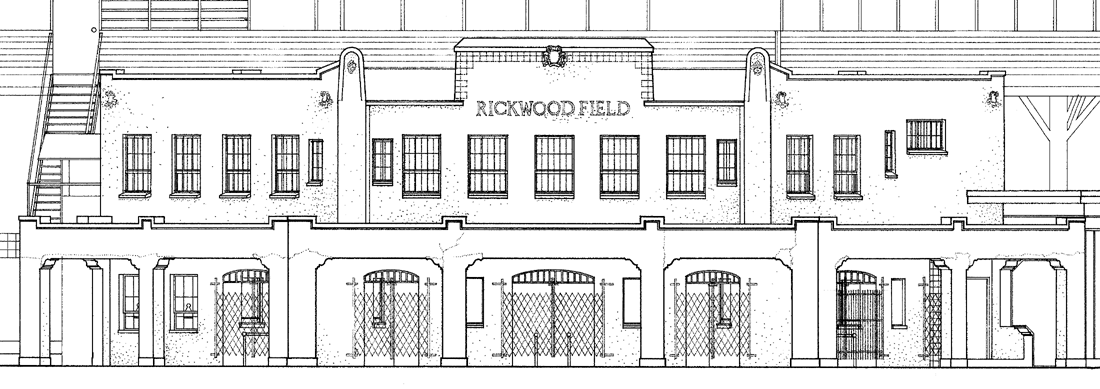
واجهة ملعب ريكوود
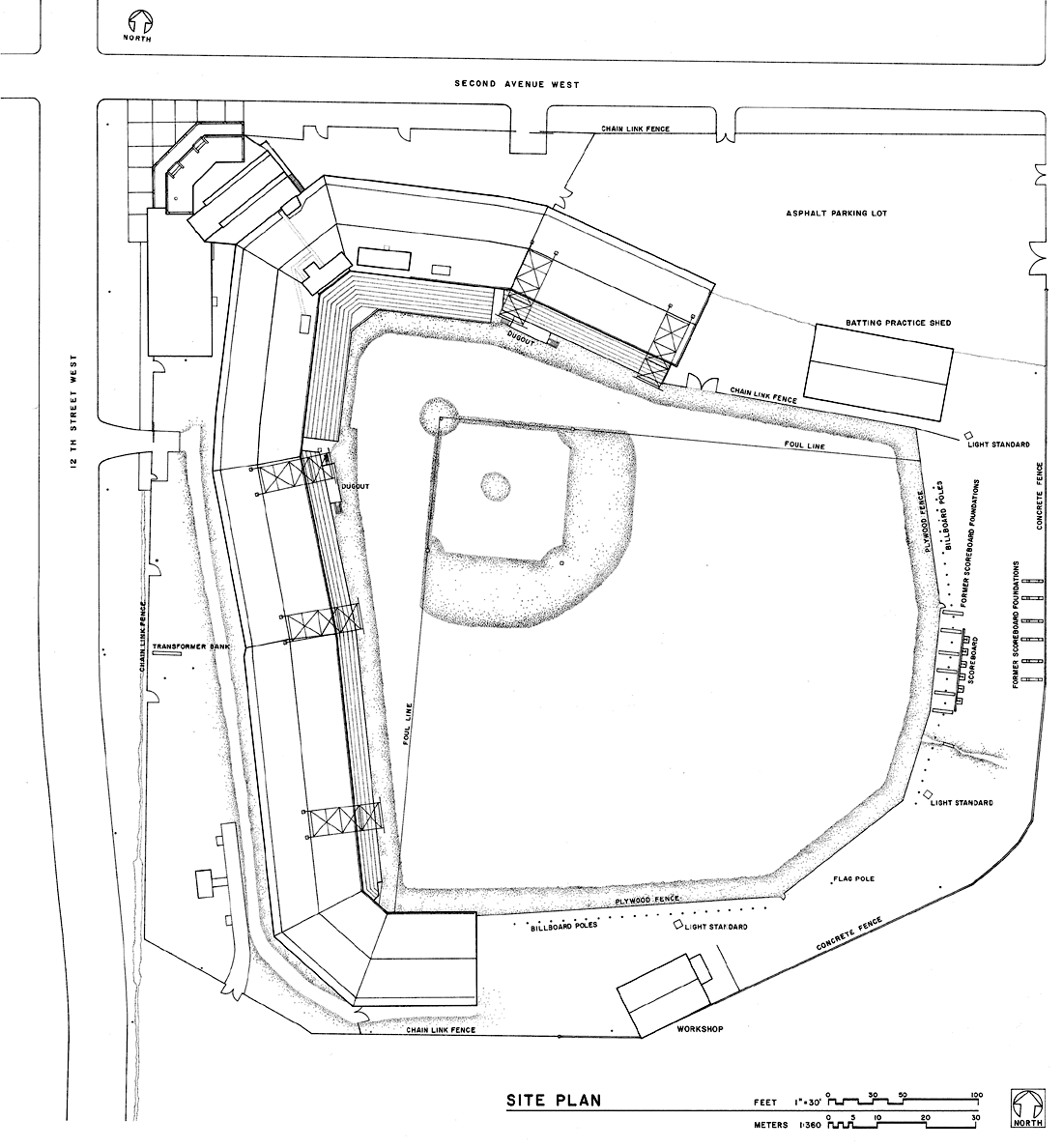
مخطط الملعب
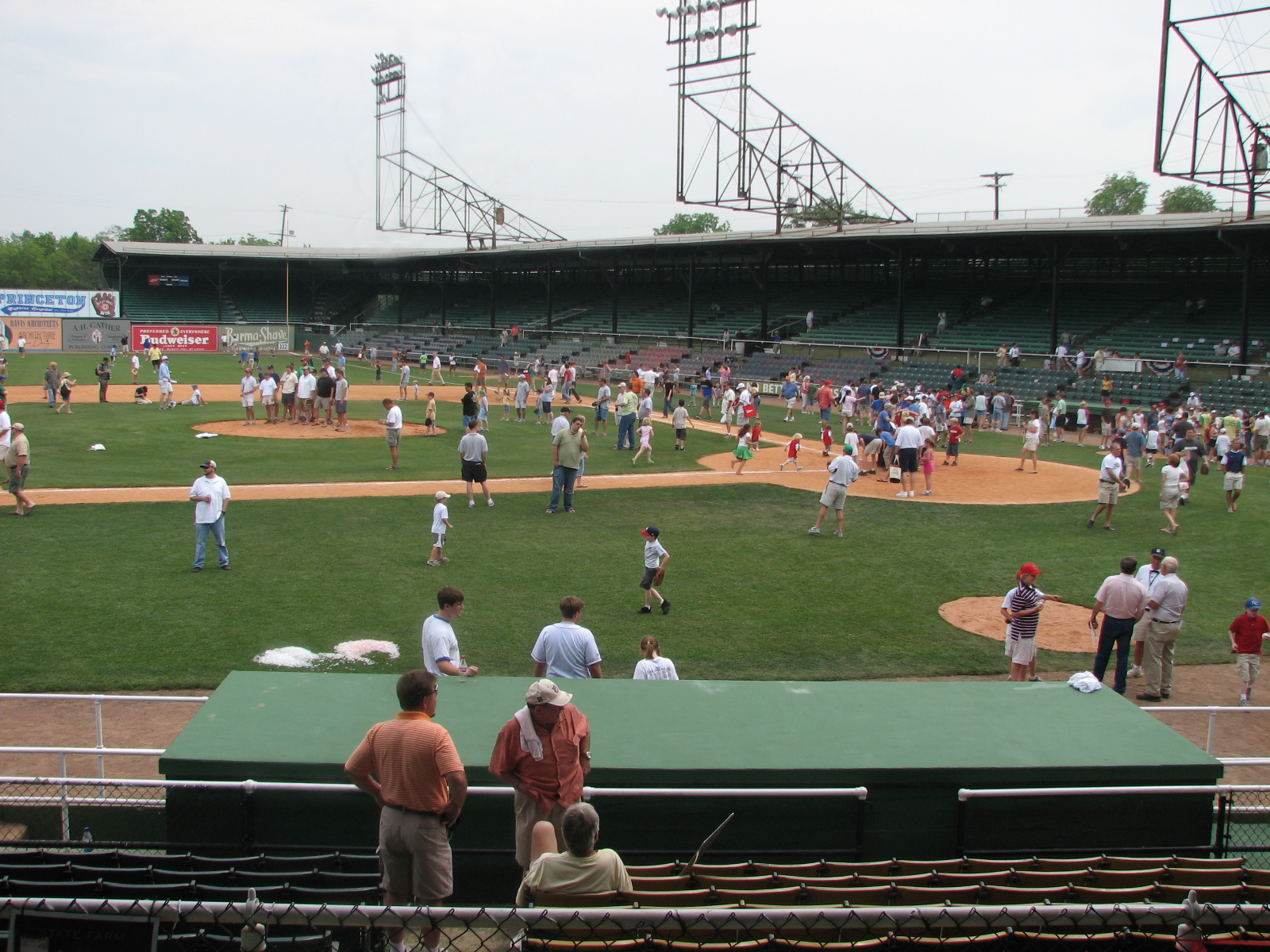
الملعب
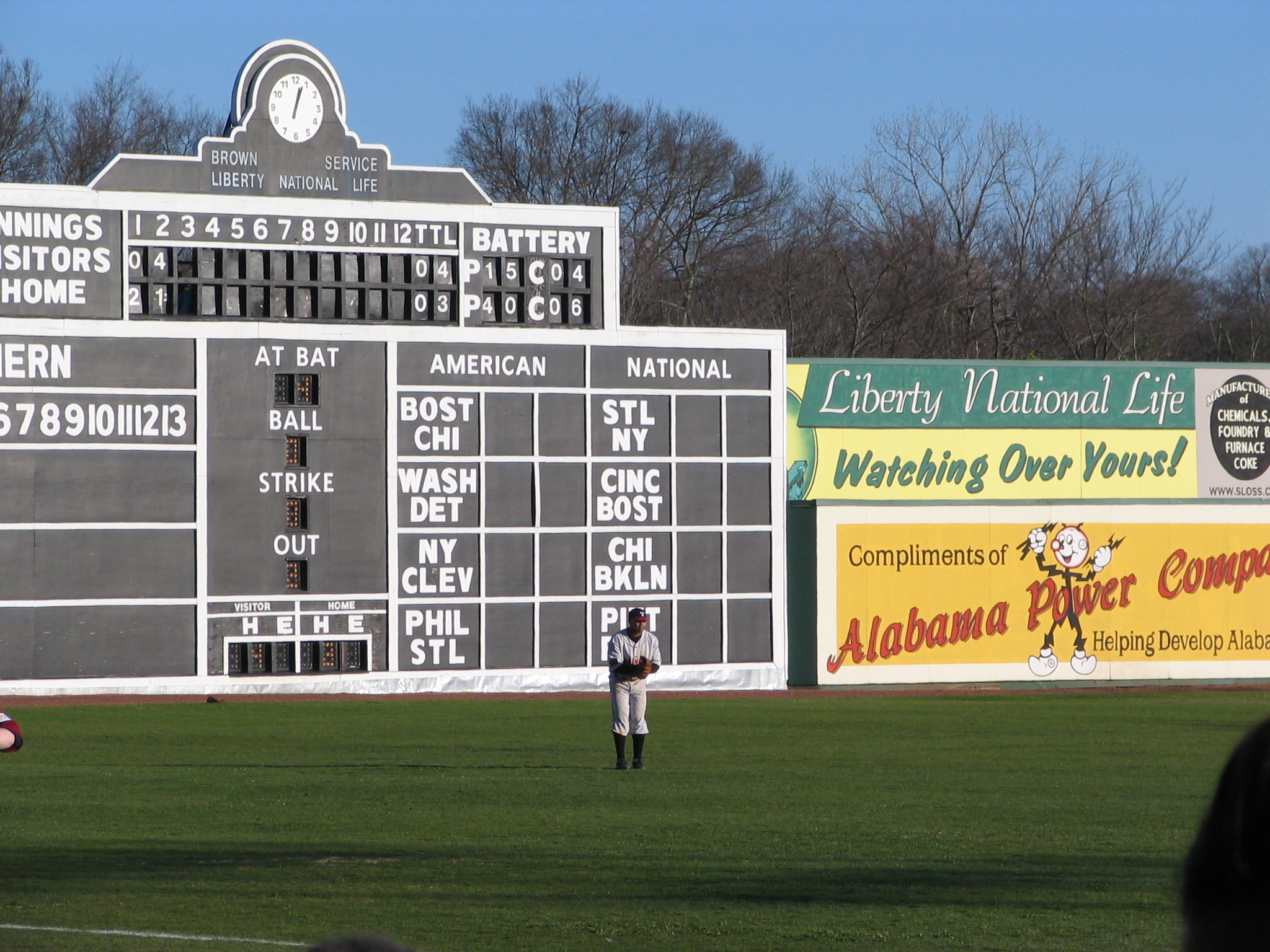
لوحة النتائج
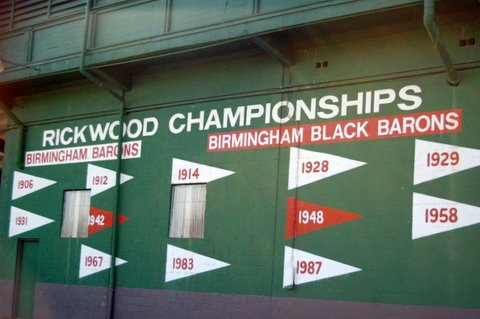
بطولة ريكوود
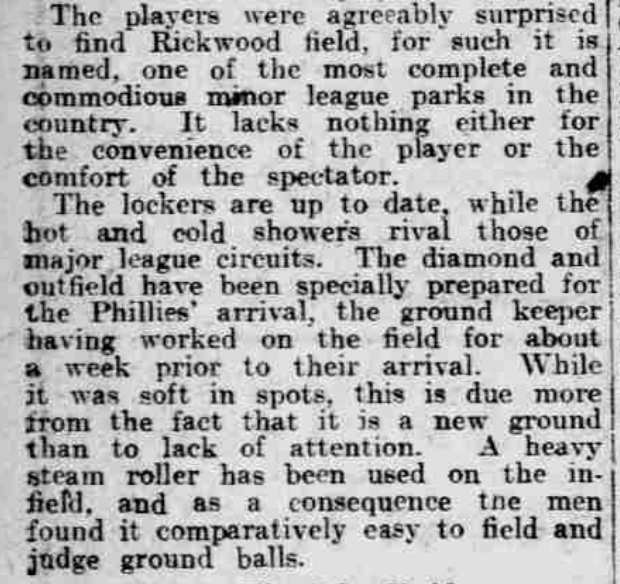
الانطباعات الأولى عن ريكوود، مارس 1911